# NGC 6527
NGC 6527 (również PGC 61297 lub UGC 11094) – galaktyka spiralna (Sa), znajdująca się w gwiazdozbiorze Herkulesa. Została odkryta 1 sierpnia 1866 roku przez Trumana Safforda. Niezależnie odkrył ją Lewis A. Swift 6 czerwca 1886 roku.